# حوزه انتخابیه اول کانزاس
حوزه انتخابیه اول کانزاس یک حوزه انتخابیه مجلس نمایندگان آمریکا است که در ایالت کانزاس قرار دارد.